# Ame-no-Fuyukinu
Ame-no-Fuyukinu (天之冬衣神?) è un kami della mitologia giapponese. È il figlio di Omizunu e Futemimi, marito di Sashikuni Wakahime e padre di Ōkuninushi.

## Descrizione
Nel Kojiki, si dice che sia il discendente di quinta generazione di Susano'o no Mikoto, mentre per il Nihon shoki il nipote di quinta generazione di Susanoo è Ame-no-Fukine-no-Kami, ma non è chiaro se si tratti della stessa divinità. Nell'Awaga Daimyojin Genki, conservato nel santuario Awaga, è descritto come Ame-no-Yuki-no-Kami, il discendente di quarta generazione di Susanoo. È un kunitsukami.

## Genealogia
Il Kojiki documenta ampiamente la sua genealogia. Dice che era figlio di Omizunu-no-Mikoto e Futemimi-no-Mikoto, la figlia di Funudzuno-no-Mikoto, e sposò Sashikoni Wakahime, la figlia di Sashikuni Ōkami, dalla quale ebbe un figlio, Ōkuninushi.
Il Nihon shoki aggiunge che Susanoo gli diede un compito, doveva consegnare la spada Kusanagi no Tsurugi ad Amaterasu a Takamagahara.
Secondo la leggenda del santuario Jūzō, viaggiò da Izumo a Noto e pacificò la zona.

## Culto
Ame-no-Fuyukinu è venerato nel santuario Hinomisaki, nella città di Izumo, nella prefettura di Shimane. Le leggende narrano che sia stato lui a fondare questo santuario. La famiglia Ono vi lavora come sacerdote e sostiene di essere sua discendente.
Il santuario ha un rituale chiamato "Shinken hōten shinji"?, "rituale dell'offerta della spada". Il rituale si basa sul mito della spada di Kusanagi e ricorda l'offerta di questa spada. Questa spada è una delle insegne imperiali del Giappone.